# Орменьо, Сантьяго
Сантья́го Габриэ́ль Орме́ньо Са́йас (исп. Santiago Gabriel Ormeño Zayas); род. 4 февраля 1994, Мехико) — перуанский и мексиканский футболист, нападающий клуба «Гвадалахара» и сборной Перу. Выступает за «Хуарес» на правах аренды.

## Клубная карьера
Орменьо родился 4 февраля 1994 года в Мехико в семье перуанца. Он является внуком футболиста Вальтера Орменьо, вратаря сборной Перу в 1940-е — 1950-е годы. Сантьяго начинал свою карьеру в низших лигах мексиканского футбола, где играл в третьем дивизионе за молодёжные команды «Америки» (Мехико) и «УНАМ Пумас», «Пионерос Канкун» и «Лобос БУАП». В 2018 году его купила «Пуэбла», в составе которой он дебютировал в профессиональном футболе, выйдя на замену в матче кубка Мексики против «Венадоса» (1:0). Несколько месяцев спустя, 10 октября, дебютировал в чемпионате Мексики в матче против клуба «Монаркас Морелия» (0:2), а 21 февраля 2019 года забил свой первый гол в матче национального кубка против «Хуареса» (1:1).
В июле 2019 года был отдан в аренду на сезон в «Реал Гарсиласо», однако сыграл за этот клуб всего в трёх матчах и забил один гол. В начале 2020 года вернулся из аренды и провёл всего одну игру в Клаусуре 2020 года. В сезоне 2020/2021 сумел завоевать место в стартовом составе и по итогам сезона стал лучшим бомбардиром команды, отметившись 17 забитыми мячами в 36 матчах. 4 июня 2021 года перешёл в клуб «Леон», подписав контракт на 4 года.

## Карьера в сборной
Поскольку у Орменьо было двойное гражданство, Мексики и Перу, он мог выбрать любую из этих национальных сборных. 10 июля 2021 года был включён в заявку перуанской сборной на Кубок Америки 2021. 20 июня 2021 года официально дебютировал за сборную в матче против Колумбии на Кубке Америки, вступив в игру на 83-й минуте вместо Джанлуки Лападулы. По итогам турнира Орменьо принял участие в 6 матчах, не отметившись забитыми мячами, а сборная Перу заняла 4 место.

## Статистика

### Клубная
| Выступление             | Выступление      | Выступление      | Лига | Лига | Кубки | Кубки | Континент. | Континент. | Прочие | Прочие | Итого | Итого |
| Клуб                    | Лига             | Сезон            | Игры | Голы | Игры  | Голы  | Игры       | Голы       | Игры   | Голы   | Игры  | Голы  |
| ----------------------- | ---------------- | ---------------- | ---- | ---- | ----- | ----- | ---------- | ---------- | ------ | ------ | ----- | ----- |
| Пуэбла                  | Лига MX          | 2018/2019        | 3    | 0    | 4     | 1     | —          | —          | —      | —      | 7     | 1     |
| Пуэбла                  | Лига MX          | 2019/2020        | 1    | 0    | —     | —     | —          | —          | —      | —      | 1     | 0     |
| Пуэбла                  | Лига MX          | 2020/2021        | 36   | 17   | —     | —     | —          | —          | —      | —      | 36    | 17    |
| Пуэбла                  | Итого            | Итого            | 40   | 17   | 4     | 1     | —          | —          | —      | —      | 44    | 18    |
| Реал Гарсиласо (аренда) | Лига 1           | 2019             | 2    | 1    | 1     | 0     | —          | —          | —      | —      | 3     | 1     |
| Реал Гарсиласо (аренда) | Итого            | Итого            | 2    | 1    | 1     | 0     | —          | —          | —      | —      | 3     | 1     |
| Всего за карьеру        | Всего за карьеру | Всего за карьеру | 42   | 18   | 5     | 1     | 0          | 0          | 0      | 0      | 47    | 19    |

### В сборной
| Сборная | Год   | Игры | Голы |
| ------- | ----- | ---- | ---- |
| Перу    | 2021  | 6    | 0    |
| Итого   | Итого | 6    | 0    |

### Матчи за сборную
| № | Дата         | Соперник  | Счёт | Турнир             |
| 1 | 20 июня 2021 | Колумбия  | 2:1  | Кубок Америки 2021 |
| 2 | 23 июня 2021 | Эквадор   | 2:2  | Кубок Америки 2021 |
| 3 | 27 июня 2021 | Венесуэла | 1:0  | Кубок Америки 2021 |
| 4 | 2 июля 2021  | Парагвай  | 3:3  | Кубок Америки 2021 |
| 5 | 5 июля 2021  | Бразилия  | 0:1  | Кубок Америки 2021 |
| 6 | 9 июля 2021  | Колумбия  | 2:3  | Кубок Америки 2021 |

Итого: 6 матчей; 2 победы, 2 ничьих, 2 поражения.